# Al-Hamadaniah Stadium
Das Al-Hamadaniah Stadium (arabisch ملعب الحمدانية, DMG Malʿab al-Ḥamdāniyya) ist ein multifunktionelles Stadion in Aleppo, Gouvernement Aleppo, Syrien. Es wird meistens für Fußballspiele verwendet und hat eine Kapazität von 18.000 Sitzplätzen.
Das Al-Hamadaniah Stadium dient als das Heimstadion des al-Hurriyya und manchmal des al-Ittihad. Es beheimatete einige Spiele der syrischen Fußballnationalmannschaft, bevor diese ins Aleppo International Stadium umzog.
Hier können auch Leichtathletikwettbewerbe ausgetragen werden.
Das Al-Hamadaniah Stadium ist Teil der al-Hamadaniah Sports City. Seit 2007 steht in der Nähe des Stadions auch ein Trainingsplatz, der eine Oberfläche aus Kunstrasen mit 816 Sitzplätzen hat.